# Miguel Manzano (actor)
Miguel Manzano Sáenz (Guadalajara; 14 de septiembre de 1907 - Ciudad de México; 21 de enero de 1992), más conocido artísticamente como Miguel Manzano, fue un actor mexicano que trabajó desde la época de oro del cine mexicano. Desarrolló su carrera en el cine, teatro, radio y televisión.

## Biografía
Miguel Manzano Sáenz nació en la ciudad de Guadalajara, Jalisco, el 14 de septiembre de 1907, hijo de los actores Julio Manzano y Conchita Sáenz, tuvo tres hermanas: Virginia, Carmen y Celia, quienes también se dedicaron a la actuación. Inició su carrera en la compañía teatral de Leopoldo “El Chato” Ortín, luego emigró a la compañía de María Tereza Montoya y también se convirtió en director teatral. Su debut cinematográfico se dio en 1937 en la cinta La llaga, ese mismo año consiguió un papel más destacado en La madrina del Diablo, que estelarizaba Jorge Negrete. A partir de estas participaciones, trabajó con los directores y actores más destacados de la época, en películas como: Al son de la marimba (1941), Cuando quiere un mexicano (1944), ¡Esquina bajan! (1948) de Alejandro Galindo con David Silva, El supersabio (1948) con Cantinflas, Ustedes los ricos (1948); emblemática cinta en la que obtuvo el papel por el cual es más recordado, el de "Don Manuel de la Colina y Bárcena". En esta película compartió créditos con Pedro Infante y Blanca Estela Pavón; con el primero trabajaría nuevamente en los films Sobre las olas (1950) y Las mujeres de mi general (1951), dirigidas por Ismael Rodríguez.
Otras películas en las que participó fueron: Aventurera (1950), drama cabaretero en el que se consagra la cubana Ninón Sevilla; Dicen que soy comunista (1951), última cinta que protagonizó, como dama joven, la otrora diva María Luisa Zea: Cárcel de mujeres (1950) con un pequeño papel con Miroslava, Sara Montiel, María Douglas y Katy Jurado; ¡Mátenme porque me muero! (1951) con Germán Valdés “Tin Tan”; El bombero atómico (1952); La bestia magnífica (1953), cinta que inauguraría el cine de luchadores protagonizada por Crox Alvarado y Wolf Ruvinskis; La ilusión viaja en tranvía (1954) dirigida por Luis Buñuel; Los Fernández de Peralvillo (1954); El río y la muerte (1955), nuevamente dirigido por Buñuel y trabajando al lado de Columba Domínguez; La escondida (1956), de Roberto Gavaldón, con María Félix y Pedro Armendáriz; La dulce enemiga (1957) con Silvia Pinal: y La cucaracha (1959) con María Félix, Dolores del Río y Emilio “Indio” Fernández.
A partir de la década de los 60's Manzano compagina su trabajo en teatro y cine con la televisión, en las telenovelas Cumbres borrascosas (1964), La mentira (1965) protagonizada por Julissa, Enrique Lizalde y una muy sensual Fanny Cano, que se robaba la pantalla, pese a ser la villana, Corazón salvaje (1966), La tormenta (1967), con Columba Domínguez, Estafa de amor (1967) con Maricruz Olivier, Lorena Velázquez, Enrique Lizalde y Enrique Álvarez Félix, Yesenia (1970), nuevamente con Fanny Cano, Muchacha italiana viene a casarse (1971) con Angélica María y Ricardo Blume, Las gemelas (1972) con Maricruz Olivier, Las fieras (1972), Lo imperdonable (1975) con Amparo Rivelles, Yara (1979), Tú o nadie (1985), protagonizada por Lucía Méndez y Andrés García. Se despide de la televisión con Yo compro esa mujer (1990).
Miguel Manzano no fue objeto de muchos reconocimientos, aunque destaca un Premio Ariel por la cinta Las glorias del gran Púas (1984) y una nominación póstuma al mismo premio por la cinta Golpe de suerte (1992), que se convertiría en su último trabajo, ya que a principios de los 90's comenzó a sufrir algunos problemas de salud, como una oclusión intestinal, así como algunos problemas cardíacos y una insuficiencia renal, mismos que acabaron con su vida el 21 de enero de 1992, en la Ciudad de México, a los 84 años de edad.

## Filmografía

### Películas
- Golpe de suerte (1992)
- El inocente y las pecadoras (1990)
- Los rateros (1989)
- Violación (1989)
- El rey de los taxistas (1989)
- Noche de buitres (1989)
- El vergonzoso (1988)
- La ruletera (1987)
- Cacería de narcos (1987) .... Abuelo
- Destrampados in Los Angeles (1987)
- El cafre (1986) .... Don Matías
- La pulquería ataca de nuevo (1985)
- Las glorias del gran Púas (1984)
- Teatro Follies (1983)
- Lazos de sangre (1983)
- Lola la trailera (1983)
- Mi abuelo, mi perro y yo (1983)
- Burdel (1982)
- Ángela Morante, ¿crimen o suicidio? (1981) .... Director de la voz
- El fayuquero (1979)
- El ministro y yo (1976) .... Ministro Don Antonio
- ...Y la mujer hizo al hombre (1975)
- Simón Blanco (1975) .... Don Pablo
- Canción de Navidad (1974) .... Jacobo Marley, socio de Scrooge
- El primer amor (1974)
- Diamantes, oro, y amor (1973)
- Quinto patio (1970)
- El día de las madres (1969)
- El bastardo (1968)
- Caballos de acero (1967)
- La soldadera (1967)
- Su excelencia (1967)
- Rancho solo (1967)
- Pacto de sangre (1966)
- La mano que aprieta (1966)
- Dile que la quiero (1963)
- Baila mi amor (1963)
- El charro Negro contra la banda de los cuervos (1963)
- La muerte en el desfiladero (1963)
- El asaltacaminos (1962)
- Camino de la horca (1962)
- ...Qué hacer con mis hijos... (1962)
- La moneda rota (1962)
- Los cinco halcones (1962)
- Cuánto vale tu hijo (1962)
- Los espadachines de la reina (1961)
- El analfabeto (1961) .... Don Fermín
- Los jóvenes (1961) .... Don Fernando
- Ay Chabela...! (1961)
- Memorias de mi general (1961)
- Ellas también son rebeldes (1961) .... Don Rafael Elizondo
- En carne propia (1961) ... Sr. Noreña
- El torneo de la muerte (1960)
- Amor en la sombra (1960)
- El toro negro (1960)
- Bala de Plata en el pueblo maldito (1960)
- Quinceañera (1960) .... Ramón Jiménez
- Herencia trágica (1960)
- Las rosas del milagro (1960)
- Los tigres del ring (1960)
- Impaciencia del corazón (1960)
- La cucaracha (1959) .... Gabriel Fuentes
- Dos fantasmas y una muchacha (1959)
- El puma (1959) .... Doctor Mezcales
- Sed de amor (1959)
- Los hijos ajenos (1959) .... Cura
- Gutierritos (1959)
- Qué noche aquella (1959)
- Las señoritas Vivanco (1959) .... Eleuterio Covarrubias
- El derecho a la vida (1959) .... José
- La sonrisa de la Virgen (1958) .... Cura
- El hombre que me gusta .... Tío Roque
- Música de siempre (1958)
- Ladrones de niños (1958)
- Música en la noche (1958)
- Cuatro copas (1958)
- Los salvajes (1958)
- ¡Cielito lindo! (1957)
- La mujer que no tuvo infancia (1957)
- Pepito as del volante (1957)
- La culta dama (1957) .... Don Pedro
- Cada hijo una cruz (1957) .... Don José
- La dulce enemiga (1957)
- Bambalinas (1957)
- El ratón (1957)
- La mujer de dos caras (1957)
- Secuestro diabólico (1957)
- Así era Pancho Villa (1957)
- Furias desatadas (1957)
- El camino de la vida (1956)
- Mi canción eres tú (1956)
- Dos diablitos en apuros (1957) .... Don Miguel
- Tres melodías de amor (1955)
- Cadena de mentiras (1955)
- La mujer ajena (1955)
- El seductor (1955)
- Abajo el telón (1955)
- Padre contra hijo (1955)
- Las engañadas (1955)
- Soy un golfo (1955)
- El río y la muerte (1955) .... Don Anselmo
- ¡Que bravas son las costeñas!... (1955) .... Señor cura
- María la Voz (1955) .... Tránsito, hermano de Andrés
- El asesino X (1955)
- Un minuto de bondad (1954)
- Chucho el Roto (1954) .... Antonio Lebrija
- Los Fernández de Peralvillo (1954) .... Sr. Federico Osorio
- La entrega (1954) .... Doctor Céspedes
- La ilusión viaja en tranvía (1954) .... Don Manuel
- El valor de vivir (1954)
- La bestia magnifica (Lucha libre) (1953) .... Benjamín Aguilar
- El bombero atómico (1952)
- Una mujer sin amor (1952) .... Doctor
- Viajera (1952) .... El Danzón
- Con todo el corazón (1952)
- Todos son mis hijos! (1951) ... Don Francisco
- ¡¡¡Mátenme porque me muero!!! (1951)
- Sentenciado a muerte (1951)
- Anillo de compromiso (1951) .... Don Julio Álvarez
- Cárcel de mujeres (1951) .... Doctor
- Menores de edad (1951) .... José
- Las mujeres de mi general (1951) .... Coronel Domingo Vargas
- Dicen que soy comunista (1951) .... Macario Carrola
- La reina del mambo (1951)
- Casa de vecindad (1951) .... El Sultán
- Capitán de rurales (1951)
- Para que la cuna apriete (1950)
- Aventurera (1950) .... El Rana
- Dos huerfanitas (1950) .... Don Alfonso (Promotor de boxeo)
- La loca de la casa (1950)
- Sobre las olas (1950) .... Juan de Dios
- Si me viera don Porfirio (1950)
- Perdida (1950)
- Confidencias de un ruletero (1949)
- Las puertas del presidio (1949) .... Don Fernando
- Hay lugar para dos (1949)
- Carta Brava (1949)
- El mago (1949)
- Cuando los padres se quedan solos (1949) .... Antonio
- Ustedes los ricos (1948) .... Manuel de la Colina y Bárcena (El Mujeriego)
- La norteña de mis amores (1948)
- El gallero (1948)
- Revancha (1948)
- El supersabio (1948) .... Reportero
- ¡Esquina bajan! (1948) .... Axcaná González
- ¡Ya tengo a mi hijo! (1948) .... Vecino
- Dos de la vida airada (1948) .... Jacinto
- El nieto del Zorro (1948)
- Mujer (1947)
- Carita de cielo (1947)
- El ropavejero (1947)
- Soy charro de Rancho Grande (1947)
- Lágrimas de sangre (1946) .... Álvaro
- El superhombre (1946)
- Cuando quiere un mexicano (1944)
- Mis hijos (1944)
- Viejo nido (1944)
- Dos corazones y un tango (1942)
- La epopeya del camino (1942) .... Enrique
- Jesús de Nazareth (1942) .... San Juan Bautista
- Noche de recién casados (1941)
- El milagro de Cristo (1941)
- Al son de la marimba (1940) .... José María
- La madrina del diablo (1937) .... Felipe
- La llaga (1937)

### Telenovelas
- Yo compro esa mujer (1990) .... Diego Álvarez
- Lo blanco y lo negro (1989) .... Don Carlos
- Victoria (1987-1988) .... Jeremías
- Tú o nadie (1985) .... Daniel Samaniego
- Tú eres mi destino (1984) .... Don Fausto
- El amor ajeno (1983-1984) .... Jaime de la Serna
- Al final del arco iris (1982) .... Marcelo
- Aprendiendo a amar (1980-1981) .... Mario Plaza
- Conflictos de un médico (1980) .... Abel de los Ríos
- Julia (1979)
- Yara (1979)
- Añoranza (1979)
- Cartas para una víctima (1978-1979) .... Alex
- Corazón salvaje (1977-1978) .... Pedro Noel
- Los bandidos de Río Frío (1976) .... Lic. Olañeta
- Lo imperdonable (1975-1976) .... Dr. Reyna
- La tierra (1974-1975)
- Entre brumas (1973) .... Charlie
- ¿Quién? (1973)
- Nosotros los pobres (1973)
- Cartas sin destino (1973) .... Don Fausto
- Las fieras (1972)
- Las gemelas (1972)
- El profesor particular (1971) .... Antonio
- Velo de novia (1971) .... Don Eugenio
- Historia de un amor (1971)
- Muchacha italiana viene a casarse (1971-1973) .... Vicente
- La Constitución (1970) .... Don Porfirio Díaz
- Yesenia (1970)
- El usurero (1969) .... Don Francisco
- Puente de amor (1969)
- Más allá de la muerte (1969) .... Ramón
- No creo en los hombres (1969) .... Lic. Arango
- Leyendas de México (1968)
- Mujeres sin amor (1968)
- Mi maestro (1968)
- Cárcel de mujeres (1968)
- Pasión gitana (1968)
- Estafa de amor (1968) .... César
- La tormenta (1967) .... Don Alfonso
- Frontera (1967)
- El patio de Tlaquepaque (1966)
- La dueña (1966) .... Sanders
- Amor y orgullo (1966)
- Corazón salvaje (1966) .... Pedro Noel
- Puente de cristal (1965)
- Una mujer (1965) .... Padre Agustín
- Nuestro barrio (1965)
- La mentira (1965)
- El abismo (1965)
- Juicio de almas (1964) .... Cristóbal
- Cumbres Borrascosas (1964) .... José
- La vecindad (1964) .... Manuel
- Tres caras de mujer (1963) .... Inspector
- Eugenia (1963)
- Marcela (1962)
- Las gemelas (1961)
- Vida por vida (1960) .... Antonio
- Murallas blancas (1960)
- El precio del cielo (1959)

### Series de TV
- Gran teatro (1964) (obra: La muerte de un viajante)

## Reconocimientos

### Premios Ariel
| Año  | Categoría             | Película                  | Resultado |
| ---- | --------------------- | ------------------------- | --------- |
| 1985 | Coactuación Masculina | Las glorias del gran Púas | Ganador   |
| 1993 | Coactuación Masculina | Golpe de suerte           | Nominado  |

### Premios TVyNovelas
| Año  | Categoría                 | Telenovela          | Resultado |
| ---- | ------------------------- | ------------------- | --------- |
| 1991 | Mejor primer actor        | Yo compro esa mujer | Nominado  |
| 1988 | Mejor actor experimentado | Victoria            | Nominado  |
| 1986 | Mejor actor experimentado | Tú o nadie          | Nominado  |
| 1984 | Mejor villano             | Amor ajeno          | Nominado  |